# CEV Champions League 2021-2022 (maschile)
La CEV Champions League 2021-2022, 63ª edizione della Champions League di pallavolo maschile, si è svolta dal 22 settembre 2021 al 22 maggio 2022: al torneo hanno partecipato trentacinque squadre di club europee e la vittoria finale è andata per la seconda volta consecutiva allo ZAKSA.

## Regolamento

### Formula
La formula ha previsto:
- Fase di qualificazione, a cui hanno partecipato diciassette delle trentacinque squadre qualificate, in base al ranking CEV, hanno disputato turno preliminare, primo turno, secondo turno e terzo turno, giocati con gare di andata e ritorno (coi punteggi di 3-0 e 3-1 sono stati assegnati 3 punti alla squadra vincente e 0 a quella perdente, col punteggio di 3-2 sono stati assegnati 2 punti alla squadra vincente e 1 a quella perdente; in caso di parità di punti dopo le due partite è stato disputato un golden set): le due squadre vincitrici del terzo turno hanno acceduto alla fase a gironi, mentre le squadre sconfitte di ogni turno hanno acceduto alla Coppa CEV.
- Fase a gironi, disputata con girone all'italiana, con gare di andata e ritorno, per un totale di sei giornate: la prima classificata di ogni girone e le tre migliori seconde classificate hanno acceduto alla fase a eliminazione diretta.
- Fase a eliminazionale diretta, disputata con:
  - Quarti di finale e semifinali, giocate con gare di andata e ritorno.
  - Finale, giocata con gara unica.

### Criteri di classifica
Se il risultato finale è stato di 3-0 o 3-1 sono stati assegnati 3 punti alla squadra vincente e 0 a quella sconfitta, se il risultato finale è stato di 3-2 sono stati assegnati 2 punti alla squadra vincente e 1 a quella sconfitta.
L'ordine del posizionamento in classifica è stato definito in base a:
- Numero di partite vinte;
- Punti;
- Ratio dei set vinti/persi;
- Ratio dei punti realizzati/subiti;
- Risultati degli scontri diretti.

## Squadre partecipanti
| - Graz - Maaseik - Roeselare - Mladost Brčko - Šachcër Salihorsk - Hebăr - HAOK Mladost - Duo - Vammalan | - Cannes - Charlottenburg - Friedrichshafen - Olympiakos - Polonia London - Lube - Sir Safety Perugia - Trentino - Budva | - Dynamo Apeldoorn - Jastrzębski Węgiel - Projekt Warszawa - ZAKSA - Benfica - Karlovarsko - Arcada Galați - Dinamo Mosca - Lokomotiv Novosibirsk | - Zenit San Pietroburgo - Vojvodina - Spartak Komárno - Maribor - Amriswil - Guaguas - Fenerbahçe - Ziraat Bankası |

## Torneo

### Fase di qualificazione

#### Turno preliminare

##### Andata
| 22 settembre 2021 Tartu Ülikooli Spordihoone, Tartu Durata: 1h:22 - Spettatori: 500 | Duo | 3 - 0 | Amriswil | 25-20, 25-22, 25-20 |

##### Ritorno
| 29 settembre 2021 Sporthalle Tellenfeld, Amriswil Durata: 1h:56 - Spettatori: 426 | Amriswil | 3 - 2 | Duo | 19-25, 25-23, 21-25, 25-21, 15-10 |

#### Primo turno

##### Andata
| 5 ottobre 2021 Centro Insular de Deportes, Las Palmas Durata: 1h:25 - Spettatori: 650 | Guaguas          | 3 - 0 | Hebăr             | 25-21, 25-22, 25-21               |
| 5 ottobre 2021 Hala Energia, Bełchatów Durata: 1h:52 - Spettatori: 250                | Polonia London   | 2 - 3 | Šachcër Salihorsk | 25-17, 15-25, 23-25, 25-20, 13-15 |
| 6 ottobre 2021 Mestská športová hala, Nitra Durata: 1h:15 - Spettatori: 267           | Spartak Komárno  | 3 - 0 | Graz              | 25-18, 25-16, 26-24               |
| 6 ottobre 2021 Sportska Dvorana Magnet, Brčko Durata: 0h:59 - Spettatori: 0           | Mladost Brčko    | 0 - 3 | Olympiakos        | 14-25, 11-25, 16-25               |
| 6 ottobre 2021 Tartu Ülikooli Spordihoone, Tartu Durata: 1h:51 - Spettatori: 700      | Duo              | 1 - 3 | Benfica           | 24-26, 25-22, 18-25, 16-25        |
| 6 ottobre 2021 Omnisport Apeldoorn, Apeldoorn Durata: 2h:03 - Spettatori: 550         | Dynamo Apeldoorn | 2 - 3 | Vammalan          | 25-16, 21-25, 25-19, 28-30, 19-21 |
| 6 ottobre 2021 Mediteranski Sportski Centar, Budua Durata: 2h:05 - Spettatori: 150    | Budva            | 3 - 2 | HAOK Mladost      | 25-20, 20-25, 25-22, 19-25, 15-10 |
| 6 ottobre 2021 Sala Sporturilor Dunărea, Galați Durata: 2h:04 - Spettatori: 320       | Arcada Galați    | 3 - 2 | Karlovarsko       | 25-18, 27-29, 25-22, 19-25, 15-7  |

##### Ritorno
| 14 ottobre 2021 Sportna Zala Vasıl Levski, Pazardžik Durata: 2h:04 - Spettatori: 0  | Hebăr             | 3 - 1 | Guaguas          | 25-20, 25-27, 25-16, 25-18 Golden set: 15-13       |
| 7 ottobre 2021 Hala Energia, Bełchatów Durata: 1h:42 - Spettatori: 302              | Šachcër Salihorsk | 3 - 1 | Polonia London   | 25-16, 25-20, 22-25, 25-23                         |
| 14 ottobre 2021 Raiffeisen Sportpark, Graz Durata: 1h:37 - Spettatori: 1 000        | Graz              | 1 - 3 | Spartak Komárno  | 25-17, 23-25, 16-25, 16-25                         |
| 13 ottobre 2021 Melina Merkourī Hall, Rentis Durata: 1h:08 - Spettatori: 100        | Olympiakos        | 3 - 0 | Mladost Brčko    | 25-16, 25-21, 25-17                                |
| 13 ottobre 2021 Pavilion 2, Lisbona Durata: 1h:42 - Spettatori: 398                 | Benfica           | 3 - 1 | Duo              | 25-21, 17-25, 25-21, 25-20                         |
| 13 ottobre 2021 Vexve Areena, Sastamala Durata: 1h:47 - Spettatori: 982             | Vammalan          | 3 - 1 | Dynamo Apeldoorn | 25-20, 25-21, 27-29, 25-23                         |
| 14 ottobre 2021 Dom odbojke Bojan Stranić, Zagabria Durata: 1h:44 - Spettatori: 120 | HAOK Mladost      | 3 - 1 | Budva            | 19-25, 25-18, 25-20, 25-22                         |
| 13 ottobre 2021 Hala míčových sportu, Karlovy Vary Durata: 2h:21 - Spettatori: 625  | Karlovarsko       | 3 - 2 | Arcada Galați    | 25-19, 22-25, 32-30, 22-25, 15-9 Golden set: 15–10 |

#### Secondo turno

##### Andata
| 20 ottobre 2021 Sportna Zala Vasıl Levski, Pazardžik Durata: 1h:48 - Spettatori: 200 | Hebăr           | 2 - 3 | Šachcër Salihorsk | 22-25, 25-15, 25-14, 19-25, 9-15 |
| 20 ottobre 2021 Mestská športová hala, Nitra Durata: 2h:12 - Spettatori: 280         | Spartak Komárno | 1 - 3 | Olympiakos        | 25-22, 38-40, 21-25, 22-25       |
| 21 ottobre 2021 Pavilion 2, Lisbona Durata: 1h:16 - Spettatori: 650                  | Benfica         | 3 - 0 | Vammalan          | 25-23, 25-21, 25-18              |
| 20 ottobre 2021 Dom odbojke Bojan Stranić, Zagabria Durata: 1h:38 - Spettatori: 100  | HAOK Mladost    | 1 - 3 | Karlovarsko       | 25-21, 17-25, 24-26, 8-25        |

##### Ritorno
| 28 ottobre 2021 Palazzetto dello Sport Uruchje, Minsk Durata: 1h:36 - Spettatori: 400 | Šachcër Salihorsk | 1 - 3 | Hebăr           | 25-15, 21-25, 16-25, 22-25       |
| 27 ottobre 2021 Melina Merkourī Hall, Rentis Durata: 1h:17 - Spettatori: 90           | Olympiakos        | 3 - 0 | Spartak Komárno | 25-21, 25-19, 31-29              |
| 27 ottobre 2021 Vexve Areena, Sastamala Durata: 1h:39 - Spettatori: 550               | Vammalan          | 1 - 3 | Benfica         | 27-25, 20-25, 21-25, 14-25       |
| 27 ottobre 2021 Hala míčových sportu, Karlovy Vary Durata: 2h:05 - Spettatori: 760    | Karlovarsko       | 3 - 2 | HAOK Mladost    | 18-25, 18-25, 25-19, 27-25, 15-9 |

#### Terzo turno

##### Andata
| 3 novembre 2021 Sportna Zala Vasıl Levski, Pazardžik Durata: 1h:44 - Spettatori: 700 | Hebăr   | 3 - 1 | Olympiakos  | 26–24, 25–18, 20–25, 25–23        |
| 4 novembre 2021 Pavilion 2, Lisbona Durata: 2h:09 - Spettatori: 700                  | Benfica | 2 - 3 | Karlovarsko | 16–25, 22–25, 25–22, 28–26, 12–15 |

##### Ritorno
| 10 novembre 2021 Melina Merkourī Hall, Rentis Durata: 1h:36 - Spettatori: 300       | Olympiakos  | 1 - 3 | Hebăr   | 25–21, 23–25, 19–25, 23–25 |
| 10 novembre 2021 Hala míčových sportu, Karlovy Vary Durata: 1h:53 - Spettatori: 950 | Karlovarsko | 1 - 3 | Benfica | 25–20, 23–25, 21–25, 23–25 |

### Fase a gironi
| Girone A           | Girone B         | Girone C              | Girone D              | Girone E           |
| ------------------ | ---------------- | --------------------- | --------------------- | ------------------ |
| Roeselare          | Maaseik          | Lube                  | Charlottenburg        | Cannes             |
| Hebăr              | Projekt Warszawa | ZAKSA                 | Benfica               | Sir Safety Perugia |
| Friedrichshafen    | Dinamo Mosca     | Lokomotiv Novosibirsk | Zenit San Pietroburgo | Trentino           |
| Jastrzębski Węgiel | Ziraat Bankası   | Maribor               | Vojvodina             | Fenerbahçe         |

#### Girone A

##### Risultati
| 30 novembre 2021 Hala Sportowa, Jastrzębie-Zdrój Durata: 1h:00 - Spettatori: 1 366      | Jastrzębski Węgiel | 3 - 0 | Hebăr              | 25-11, 25-16, 25-14               |
| 1º dicembre 2021 Ratiopharm-Arena, Nuova Ulma Durata: 2h:10 - Spettatori: 207           | Friedrichshafen    | 2 - 3 | Roeselare          | 18-25, 25-23, 16-25, 25-22, 9-15  |
| 14 dicembre 2021 Tomabelhal, Roeselare Durata: 1h:17 - Spettatori: ?                    | Roeselare          | 0 - 3 | Jastrzębski Węgiel | 18-25, 20-25, 23-25               |
| 16 dicembre 2022 Sportna Zala Vasıl Levski, Pazardžik Durata: 1h:57 - Spettatori: 1 000 | Hebăr              | 3 - 2 | Friedrichshafen    | 25-13, 18-25, 22-25, 25-12, 15-12 |
| 17 febbraio 2022 Sportna Zala Vasıl Levski, Pazardžik Durata: 1h:26 - Spettatori: 1 300 | Hebăr              | 3 - 0 | Roeselare          | 25-21, 26-24, 25-20               |
| 13 gennaio 2022 Ratiopharm-Arena, Nuova Ulma Durata: 1h:03 - Spettatori: ?              | Friedrichshafen    | 0 - 3 | Jastrzębski Węgiel | 15-25, 17-25, 15-25               |
| 25 gennaio 2022 Hala Sportowa, Jastrzębie-Zdrój Durata: 1h:19 - Spettatori: 900         | Jastrzębski Węgiel | 3 - 0 | Roeselare          | 25-21, 25-21, 25-23               |
| 26 gennaio 2022 Ratiopharm-Arena, Nuova Ulma Durata: 0h:00 - Spettatori: 0              | Friedrichshafen    | 3 - 0 | Hebăr              | 25-0, 25-0, 25-0                  |
| 9 febbraio 2022 Tomabelhal, Roeselare Durata: 2h:27 - Spettatori: 1 000                 | Roeselare          | 3 - 2 | Friedrichshafen    | 25-20, 14-25, 20-25, 31-29, 15-11 |
| 10 febbraio 2022 Sportna Zala Vasıl Levski, Pazardžik Durata: 1h:41 - Spettatori: 1 300 | Hebăr              | 1 - 3 | Jastrzębski Węgiel | 28-26, 23-25, 19-25, 16-25        |
| 16 febbraio 2022 Hala Sportowa, Jastrzębie-Zdrój Durata: 1h:30 - Spettatori: 846        | Jastrzębski Węgiel | 3 - 1 | Friedrichshafen    | 25-18, 23-25, 25-15, 25-23        |
| 16 febbraio 2022 Tomabelhal, Roeselare Durata: 2h:21 - Spettatori: 1 250                | Roeselare          | 2 - 3 | Hebăr              | 25-23, 25-21, 20-25, 22-25, 14-16 |

##### Classifica
| Pos. | Squadra            | Pt | G | V | P | SV | SP | Ratio | PF  | PS  | Ratio |
| ---- | ------------------ | -- | - | - | - | -- | -- | ----- | --- | --- | ----- |
| 1.   | Jastrzębski Węgiel | 18 | 6 | 6 | 0 | 18 | 2  | 9,000 | 499 | 381 | 1,309 |
| 2.   | Hebăr              | 7  | 6 | 3 | 3 | 10 | 13 | 0,769 | 418 | 509 | 0,821 |
| 3.   | Roeselare          | 5  | 6 | 2 | 4 | 8  | 16 | 0,500 | 512 | 539 | 0,949 |
| 4.   | Friedrichshafen    | 6  | 6 | 1 | 5 | 10 | 15 | 0,666 | 493 | 493 | 1,000 |

      Qualificata ai quarti di finale.

#### Girone B

##### Risultati
| 1º dicembre 2021 Dvorec sporta Dinamo, Mosca Durata: 2h:03 - Spettatori: 820       | Dinamo Mosca     | 3 - 2 | Projekt Warszawa | 20-25, 21-25, 25-20, 25-16, 15-12 |
| 1º dicembre 2021 Başkent Voleybol Salonu, Ankara Durata: 1h:19 - Spettatori: 2 760 | Ziraat Bankası   | 3 - 0 | Maaseik          | 26-24, 25-15, 25-17               |
| 14 dicembre 2021 Steengoed Arena, Maaseik Durata: 1h:17 - Spettatori: ?            | Maaseik          | 0 - 3 | Dinamo Mosca     | 20-25, 22-25, 18-25               |
| 15 dicembre 2021 Steengoed Arena, Maaseik Durata: 1h:49 - Spettatori: 1 277        | Projekt Warszawa | 1 - 3 | Ziraat Bankası   | 21-25, 25-21, 18-25, 21-25        |
| 15 febbraio 2022 Hala Torwar, Varsavia Durata: 2h:06 - Spettatori: 850             | Projekt Warszawa | 3 - 1 | Maaseik          | 25-23, 22-25, 25-20, 25-22        |
| 13 gennaio 2022 Başkent Voleybol Salonu, Ankara Durata: 1h:10 - Spettatori: 1 500  | Ziraat Bankası   | 0 - 3 | Dinamo Mosca     | 12-25, 20-25, 15-25               |
| 25 gennaio 2022 Başkent Voleybol Salonu, Ankara Durata: 1h:50 - Spettatori: 980    | Ziraat Bankası   | 3 - 1 | Projekt Warszawa | 25-17, 17-25, 25-18, 25-18        |
| 26 gennaio 2022 Dvorec sporta Dinamo, Mosca Durata: 1h:13 - Spettatori: 540        | Dinamo Mosca     | 3 - 0 | Maaseik          | 25-16, 25-15, 25-18               |
| 8 febbraio 2022 Steengoed Arena, Maaseik Durata: 2h:18 - Spettatori: 1 150         | Maaseik          | 3 - 2 | Ziraat Bankası   | 25-19, 23-25, 25-21, 22-25, 15-13 |
| 9 febbraio 2022 Hala Torwar, Varsavia Durata: 1h:11 - Spettatori: 1 160            | Projekt Warszawa | 0 - 3 | Dinamo Mosca     | 20-25, 23-25, 13-25               |
| 16 febbraio 2022 Dvorec sporta Dinamo, Mosca Durata: 1h:23 - Spettatori: 700       | Dinamo Mosca     | 3 - 0 | Ziraat Bankası   | 25-20, 25-20, 25-21               |
| 16 febbraio 2022 Steengoed Arena, Maaseik Durata: 1h:46 - Spettatori: ?            | Maaseik          | 1 - 3 | Projekt Warszawa | 25-21, 17-25, 18-25, 18-25        |

##### Classifica
| Pos. | Squadra          | Pt | G | V | P | SV | SP | Ratio | PF  | PS  | Ratio |
| ---- | ---------------- | -- | - | - | - | -- | -- | ----- | --- | --- | ----- |
| 1.   | Dinamo Mosca     | 17 | 6 | 6 | 0 | 18 | 2  | 9,000 | 481 | 371 | 1,296 |
| 2.   | Ziraat Bankası   | 10 | 6 | 3 | 3 | 11 | 11 | 1,000 | 475 | 479 | 0,991 |
| 3.   | Projekt Warszawa | 7  | 6 | 2 | 4 | 10 | 14 | 0,714 | 510 | 537 | 0,949 |
| 4.   | Maaseik          | 2  | 6 | 1 | 5 | 5  | 17 | 0,294 | 443 | 522 | 0,848 |

      Qualificata ai quarti di finale.

#### Girone C

##### Risultati
| 1º dicembre 2021 Hala Azoty, Kędzierzyn-Koźle Durata: 1h:15 - Spettatori: 700               | ZAKSA                 | 3 - 0 | Maribor               | 25-19, 25-18, 25-17               |
| 1º dicembre 2021 PalaCivitanova, Civitanova Marche Durata: 1h:18 - Spettatori: 1 200        | Lube                  | 3 - 0 | Lokomotiv Novosibirsk | 25-17, 25-20, 25-15               |
| 14 dicembre 2021 SKK Sever, Novosibirsk Durata: 2h:09 - Spettatori: 2 349                   | Lokomotiv Novosibirsk | 1 - 3 | ZAKSA                 | 19-25, 25-21, 24-26, 23-25        |
| 15 dicembre 2021 Dvorana Tabor, Maribor Durata: 1h:11 - Spettatori: 1 147                   | Maribor               | 0 - 3 | Lube                  | 18-25, 16-25, 24-26               |
| 11 gennaio 2022 SKK Sever, Novosibirsk Durata: 0h:00 - Spettatori: 0                        | Lokomotiv Novosibirsk | 3 - 0 | Maribor               | 25-0, 25-0, 25-0                  |
| 12 gennaio 2022 Hala Azoty, Kędzierzyn-Koźle Durata: 2h:05 - Spettatori: 5 655              | ZAKSA                 | 2 - 3 | Lube                  | 17-25, 25-16, 18-25, 25-22, 12-15 |
| 12 febbraio 2022 SKK Sever, Novosibirsk, Kędzierzyn-Koźle Durata: 1h:56 - Spettatori: 2 418 | ZAKSA                 | 1 - 3 | Lokomotiv Novosibirsk | 18-25, 25-23, 17-25, 20-25        |
| 26 gennaio 2022 PalaCivitanova, Civitanova Marche Durata: 1h:10 - Spettatori: 1 000         | Lube                  | 3 - 0 | Maribor               | 25-18, 25-15, 25-19               |
| 8 febbraio 2022 Dvorana Tabor, Maribor Durata: 1h:14 - Spettatori: 600                      | Maribor               | 0 - 3 | ZAKSA                 | 19-25, 11-25, 21-25               |
| 9 febbraio 2022 SKK Sever, Novosibirsk Durata: 1h:59 - Spettatori: 3 500                    | Lokomotiv Novosibirsk | 1 - 3 | Lube                  | 25-21, 23-25, 22-25, 20-25        |
| 16 febbraio 2022 Dvorana Tabor, Maribor Durata: 1h:15 - Spettatori: 700                     | Maribor               | 0 - 3 | Lokomotiv Novosibirsk | 22-25, 23-25, 21-25               |
| 16 febbraio 2022 PalaCivitanova, Civitanova Marche Durata: 2h:15 - Spettatori: 1 113        | Lube                  | 2 - 3 | ZAKSA                 | 22-25, 25-21, 24-26, 25-21, 11-15 |

##### Classifica
| Pos. | Squadra               | Pt | G | V | P | SV | SP | Ratio | PF  | PS  | Ratio |
| ---- | --------------------- | -- | - | - | - | -- | -- | ----- | --- | --- | ----- |
| 1.   | Lube                  | 15 | 6 | 5 | 1 | 17 | 6  | 2,833 | 531 | 457 | 1,161 |
| 2.   | ZAKSA                 | 12 | 6 | 4 | 2 | 15 | 9  | 1,666 | 532 | 503 | 1,057 |
| 3.   | Lokomotiv Novosibirsk | 9  | 6 | 3 | 3 | 11 | 10 | 1,100 | 481 | 414 | 1,161 |
| 4.   | Maribor               | 0  | 6 | 0 | 6 | 0  | 18 | 0,000 | 281 | 451 | 0,623 |

      Qualificata ai quarti di finale.

#### Girone D

##### Risultati
| 1º dicembre 2021 Sibur Arena, San Pietroburgo Durata: 1h:12 - Spettatori: 1 680 | Zenit San Pietroburgo | 3 - 0 | Benfica               | 25-19, 25-16, 25-23               |
| 1º dicembre 2021 Max-Schmeling-Halle, Berlino Durata: 1h:14 - Spettatori: 2 300 | Charlottenburg        | 3 - 0 | Vojvodina             | 26-24, 25-16, 25-21               |
| 15 dicembre 2021 SPC Vojvodina, Novi Sad Durata: 1h:15 - Spettatori: 1 500      | Vojvodina             | 0 - 3 | Zenit San Pietroburgo | 22-25, 13-25, 20-25               |
| 15 dicembre 2021 Pavilion 2, Lisbona Durata: 1h:40 - Spettatori: 650            | Benfica               | 1 - 3 | Charlottenburg        | 19-25, 16-25, 25-15, 19-25        |
| 17 febbraio 2022 Sibur Arena, San Pietroburgo Durata: 2h:13 - Spettatori: 957   | Charlottenburg        | 3 - 2 | Zenit San Pietroburgo | 21-25, 25-21, 21-25, 28-26, 17-15 |
| 17 febbraio 2022 Pavilion 2, Lisbona Durata: 2h:18 - Spettatori: 367            | Benfica               | 3 - 2 | Vojvodina             | 23-25, 26-24, 26-24, 25-27, 15-11 |
| 25 gennaio 2022 Sibur Arena, San Pietroburgo Durata: 1h:13 - Spettatori: 1 250  | Zenit San Pietroburgo | 0 - 3 | Vojvodina             | 15-25, 21-25, 21-25               |
| 26 gennaio 2022 Max-Schmeling-Halle, Berlino Durata: 0h:00 - Spettatori: 0      | Charlottenburg        | 3 - 0 | Benfica               | 25-0, 25-0, 25-0                  |
| 8 febbraio 2022 Pavilion 2, Lisbona Durata: 1h:18 - Spettatori: 1 000           | Benfica               | 0 - 3 | Zenit San Pietroburgo | 16-25, 18-25, 16-25               |
| 9 febbraio 2022 SPC Vojvodina, Novi Sad Durata: 1h:22 - Spettatori: 2 500       | Vojvodina             | 0 - 3 | Charlottenburg        | 25-27, 20-25, 23-25               |
| 16 febbraio 2022 SPC Vojvodina, Novi Sad Durata: 1h:43 - Spettatori: 351        | Vojvodina             | 1 - 3 | Benfica               | 25-19, 24-26, 21-25, 14-25        |
| 16 febbraio 2022 Sibur Arena, San Pietroburgo Durata: 2h:12 - Spettatori: 1 380 | Zenit San Pietroburgo | 2 - 3 | Charlottenburg        | 26-24, 25-20, 25-27, 22-25, 12-15 |

##### Classifica
| Pos. | Squadra               | Pt | G | V | P | SV | SP | Ratio | PF  | PS  | Ratio |
| ---- | --------------------- | -- | - | - | - | -- | -- | ----- | --- | --- | ----- |
| 1.   | Charlottenburg        | 16 | 6 | 6 | 0 | 18 | 5  | 3,600 | 541 | 430 | 1,258 |
| 2.   | Zenit San Pietroburgo | 11 | 6 | 3 | 3 | 13 | 9  | 1,444 | 504 | 461 | 1,093 |
| 3.   | Benfica               | 5  | 6 | 2 | 4 | 7  | 15 | 0,466 | 397 | 510 | 0,778 |
| 4.   | Vojvodina             | 4  | 6 | 1 | 5 | 6  | 15 | 0,400 | 454 | 495 | 0,917 |

      Qualificata ai quarti di finale.

#### Girone E

##### Risultati
| 30 novembre 2021 Burhan Felek Spor Salonu, Istanbul Durata: 1h:31 - Spettatori: 302 | Fenerbahçe         | 3 - 0 | Cannes             | 28-26, 25-21, 25-22              |
| 2 dicembre 2021 PalaEvangelisti, Perugia Durata: 1h:22 - Spettatori: 2 039          | Sir Safety Perugia | 3 - 0 | Trentino           | 25-21, 25-18, 25-23              |
| 15 dicembre 2021 Palais des Victoires, Cannes Durata: 1h:27 - Spettatori: 1 834     | Cannes             | 0 - 3 | Sir Safety Perugia | 15-25, 22-25, 18-25              |
| 16 dicembre 2021 PalaTrento, Trento Durata: 1h:14 - Spettatori: 1 290               | Trentino           | 3 - 0 | Fenerbahçe         | 25-21, 25-22, 25-17              |
| 12 gennaio 2022 Burhan Felek Spor Salonu, Istanbul Durata: 1h:30 - Spettatori: 366  | Fenerbahçe         | 0 - 3 | Sir Safety Perugia | 24-26, 25-27, 22-25              |
| 13 gennaio 2022 PalaTrento, Trento Durata: 0h:59 - Spettatori: 1 151                | Trentino           | 3 - 0 | Cannes             | 25-13, 25-13, 25-13              |
| 26 gennaio 2022 Burhan Felek Spor Salonu, Istanbul Durata: 1h:09 - Spettatori: 250  | Fenerbahçe         | 0 - 3 | Trentino           | 20-25, 18-25, 16-25              |
| 27 gennaio 2022 PalaEvangelisti, Perugia Durata: 0h:00 - Spettatori: 0              | Sir Safety Perugia | 3 - 0 | Cannes             | 25-0, 25-0, 25-0                 |
| 8 febbraio 2022 Palais des Victoires, Cannes Durata: 1h:59 - Spettatori: 700        | Cannes             | 2 - 3 | Fenerbahçe         | 19-25, 25-19, 25-19, 13-25, 9-15 |
| 10 febbraio 2022 PalaTrento, Trento Durata: 1h:21 - Spettatori: 1 402               | Trentino           | 0 - 3 | Sir Safety Perugia | 18-25, 21-25, 23-25              |
| 16 febbraio 2022 Palais des Victoires, Cannes Durata: 1h:36 - Spettatori: 650       | Cannes             | 1 - 3 | Trentino           | 23-25, 9-25, 29-27, 14-25        |
| 16 febbraio 2022 PalaEvangelisti, Perugia Durata: 1h:19 - Spettatori: 1 200         | Sir Safety Perugia | 3 - 0 | Fenerbahçe         | 25-17, 25-21, 25-17              |

##### Classifica
| Pos. | Squadra            | Pt | G | V | P | SV | SP | Ratio | PF  | PS  | Ratio |
| ---- | ------------------ | -- | - | - | - | -- | -- | ----- | --- | --- | ----- |
| 1.   | Sir Safety Perugia | 18 | 6 | 6 | 0 | 18 | 0  | MAX   | 453 | 305 | 1,485 |
| 2.   | Trentino           | 12 | 6 | 4 | 2 | 12 | 7  | 1,714 | 451 | 378 | 1,193 |
| 3.   | Fenerbahçe         | 5  | 6 | 2 | 4 | 6  | 14 | 0,428 | 421 | 463 | 0,909 |
| 4.   | Cannes             | 1  | 6 | 0 | 6 | 3  | 18 | 0,166 | 329 | 508 | 0,647 |

      Qualificata ai quarti di finale.

### Fase a eliminazione diretta
|  | Quarti di finale | Quarti di finale      | Quarti di finale | Quarti di finale |  |    | Semifinali         | Semifinali | Semifinali | Semifinali |  |    | Finale   | Finale | Finale |
|  |                  |                       |                  |                  |  |    |                    |            |            |            |  |    |          |        |        |
|  | 2D               | Zenit San Pietroburgo | 0                | 0                |  |    |                    |            |            |            |  |    |          |        |        |
|  | 2D               | Zenit San Pietroburgo | 0                | 0                |  |    |                    |            |            |            |  |    |          |        |        |
|  | 1E               | Sir Safety Perugia    | 3                | 3                |  |    |                    |            |            |            |  |    |          |        |        |
|  | 1E               | Sir Safety Perugia    | 3                | 3                |  | 1E | Sir Safety Perugia | 2          | 3          |            |  |    |          |        |        |
|  |                  |                       |                  |                  |  | 1E | Sir Safety Perugia | 2          | 3          |            |  |    |          |        |        |
|  |                  |                       |                  |                  |  |    | 2E                 | Trentino   | 3          | 2          |  |    |          |        |        |
|  | 2E               | Trentino              | 3                | 2                |  |    | 2E                 | Trentino   | 3          | 2          |  |    |          |        |        |
|  | 2E               | Trentino              | 3                | 2                |  |    |                    |            |            |            |  |    |          |        |        |
|  | 1D               | Charlottenburg        | 0                | 3                |  |    |                    |            |            |            |  |    |          |        |        |
|  | 1D               | Charlottenburg        | 0                | 3                |  |    |                    |            |            |            |  | 2E | Trentino | 0      |        |
|  |                  |                       |                  |                  |  |    |                    |            |            |            |  | 2E | Trentino | 0      |        |
|  |                  |                       |                  |                  |  |    |                    |            |            |            |  |    | 2C       | ZAKSA  | 3      |
|  | 1C               | Lube                  | 0                | 2                |  |    |                    |            |            |            |  |    | 2C       | ZAKSA  | 3      |
|  | 1C               | Lube                  | 0                | 2                |  |    |                    |            |            |            |  |    |          |        |        |
|  | 1A               | Jastrzębski Węgiel    | 3                | 3                |  |    |                    |            |            |            |  |    |          |        |        |
|  | 1A               | Jastrzębski Węgiel    | 3                | 3                |  | 1A | Jastrzębski Węgiel | 0          | 3          |            |  |    |          |        |        |
|  |                  |                       |                  |                  |  | 1A | Jastrzębski Węgiel | 0          | 3          |            |  |    |          |        |        |
|  |                  |                       |                  |                  |  |    | 2C                 | ZAKSA      | 3          | 2          |  |    |          |        |        |
|  | 2C               | ZAKSA                 | 3                | 3                |  |    | 2C                 | ZAKSA      | 3          | 2          |  |    |          |        |        |
|  | 2C               | ZAKSA                 | 3                | 3                |  |    |                    |            |            |            |  |    |          |        |        |
|  | 1B               | Dinamo Mosca          | 0                | 0                |  |    |                    |            |            |            |  |    |          |        |        |
|  | 1B               | Dinamo Mosca          | 0                | 0                |  |    |                    |            |            |            |  |    |          |        |        |

#### Quarti di finale

##### Andata
| - Sibur Arena, San Pietroburgo Durata: 0h:00 - Spettatori: 0                     | Zenit San Pietroburgo | 0 - 3 | Sir Safety Perugia | 0-25, 0-25, 0-25    |
| 10 marzo 2022 PalaTrento, Trento Durata: 1h:18 - Spettatori: 1 033               | Trentino              | 3 - 0 | Charlottenburg     | 27-25, 25-19, 25-22 |
| 8 marzo 2022 PalaCivitanova, Civitanova Marche Durata: 1h:18 - Spettatori: 1 539 | Lube                  | 0 - 3 | Jastrzębski Węgiel | 22-25, 23-25, 19-25 |
| - Hala Azoty, Kędzierzyn-Koźle Durata: 0h:00 - Spettatori: 0                     | ZAKSA                 | 3 - 0 | Dinamo Mosca       | 25-0, 25-0, 25-0    |

##### Ritorno
| - PalaEvangelisti, Perugia Durata: 0h:00 - Spettatori: 0                        | Sir Safety Perugia | 3 - 0 | Zenit San Pietroburgo | 25-0, 25-0, 25-0                  |
| 16 marzo 2022 Max-Schmeling-Halle, Berlino Durata: 1h:59 - Spettatori: 4 200    | Charlottenburg     | 3 - 2 | Trentino              | 25-21, 25-22, 9-25, 21-25, 15-13  |
| 16 marzo 2022 Hala Sportowa, Jastrzębie-Zdrój Durata: 2h:10 - Spettatori: 3 700 | Jastrzębski Węgiel | 3 - 2 | Lube                  | 24-26, 23-25, 28-26, 25-19, 15-12 |
| - Dvorec sporta Dinamo, Mosca Durata: 0h:00 - Spettatori: 0                     | Dinamo Mosca       | 0 - 3 | ZAKSA                 | 0-25, 0-25, 0-25                  |

#### Semifinali

##### Andata
| 30 marzo 2022 PalaEvangelisti, Perugia Durata: 2h:30 - Spettatori: 2 348        | Sir Safety Perugia | 2 - 3 | Trentino | 23-25, 25-19, 23-25, 30-28, 12-15 |
| 30 marzo 2022 Hala Sportowa, Jastrzębie-Zdrój Durata: 1h:16 - Spettatori: 3 100 | Jastrzębski Węgiel | 0 - 3 | ZAKSA    | 20-25, 14-25, 19-25               |

##### Ritorno
| 7 aprile 2022 PalaTrento, Trento Durata: 2h:28 - Spettatori: 3 400           | Trentino | 2 - 3 | Sir Safety Perugia | 25-21, 21-25, 25-16, 20-25, 13-15 Golden set: 17-15 |
| 7 aprile 2022 Hala Azoty, Kędzierzyn-Koźle Durata: 1h:54 - Spettatori: 3 375 | ZAKSA    | 3 - 2 | Jastrzębski Węgiel | 25-15, 25-21, 24-26, 21-25, 15-11                   |

#### Finale
| 22 maggio 2022 Arena Stožice, Lubiana Durata: 1h:36 - Spettatori: 9 500 | Trentino | 0 - 3 | ZAKSA | 22-25, 20-25, 30-32 |

## Statistiche
| Rendimento individuale | Rendimento individuale | Rendimento individuale | Rendimento individuale |
| Pos.                   | Nome                   | Punti                  | Squadra                |
| ---------------------- | ---------------------- | ---------------------- | ---------------------- |
| 1                      | Alessandro Michieletto | 181                    | Trentino               |
| 2                      | Patrik Indra           | 155                    | Karlovarsko            |
| 3                      | Todor Aleksiev         | 151                    | Hebăr                  |
| 4                      | Kamil Semeniuk         | 150                    | ZAKSA                  |
| 5                      | Bradley Gunter         | 146                    | Hebăr                  |
| 6                      | Jacopo Massari         | 141                    | Hebăr                  |
| 7                      | Tomasz Fornal          | 126                    | Jastrzębski Węgiel     |
| 8                      | Matej Kazijski         | 126                    | Trentino               |
| 9                      | Wilfredo León          | 123                    | Sir Safety Perugia     |
| 10                     | Jan Hadrava            | 121                    | Jastrzębski Węgiel     |

| Attacchi vincenti | Attacchi vincenti      | Attacchi vincenti | Attacchi vincenti  |
| Pos.              | Nome                   | Punti             | Squadra            |
| ----------------- | ---------------------- | ----------------- | ------------------ |
| 1                 | Alessandro Michieletto | 141               | Trentino           |
| 2                 | Todor Aleksiev         | 138               | Hebăr              |
| 3                 | Jacopo Massari         | 126               | Hebăr              |
| 4                 | Bradley Gunter         | 125               | Hebăr              |
| 5                 | Patrik Indra           | 124               | Karlovarsko        |
| 6                 | Kamil Semeniuk         | 122               | ZAKSA              |
| 7                 | Matej Kazijski         | 113               | Trentino           |
| 8                 | André Aleixo           | 105               | Benfica            |
| 9                 | Tomasz Fornal          | 100               | Jastrzębski Węgiel |
| 10                | Hugo Gaspar            | 99                | Benfica            |

| Muri vincenti | Muri vincenti          | Muri vincenti | Muri vincenti    |
| Pos.          | Nome                   | Punti         | Squadra          |
| ------------- | ---------------------- | ------------- | ---------------- |
| 1             | Viktor Josifov         | 33            | Hebăr            |
| 2             | Robertlandy Simón      | 30            | Lube             |
| 3             | Daniele Lavia          | 24            | Trentino         |
| 4             | Norbert Huber          | 21            | ZAKSA            |
| 4             | Srećko Lisinac         | 21            | Trentino         |
| 6             | Nikolaj Kărtev         | 20            | Hebăr            |
| 6             | Marko Podraščanin      | 20            | Trentino         |
| 8             | Adam Zajíček           | 19            | Karlovarsko      |
| 8             | Alessandro Michieletto | 19            | Trentino         |
| 10            | Andrzej Wrona          | 18            | Projekt Warszawa |
| 10            | Vojtěch Patočka        | 18            | Trentino         |
| 10            | Tomasz Fornal          | 18            | Projekt Warszawa |

| Battute vincenti | Battute vincenti       | Battute vincenti | Battute vincenti   |
| Pos.             | Nome                   | Punti            | Squadra            |
| ---------------- | ---------------------- | ---------------- | ------------------ |
| 1                | Wilfredo León          | 21               | Sir Safety Perugia |
| 1                | Alessandro Michieletto | 21               | Trentino           |
| 3                | Kamil Semeniuk         | 20               | ZAKSA              |
| 4                | Robertlandy Simón      | 19               | Lube               |
| 5                | Patrik Indra           | 16               | Karlovarsko        |
| 6                | Salvador Hidalgo       | 14               | Fenerbahçe         |
| 7                | Boris Buša             | 13               | HAOK Mladost       |
| 7                | Ricardo Lucarelli      | 13               | Lube               |
| 7                | Bradley Gunter         | 13               | Hebăr              |
| 10               | Viktor Josifov         | 12               | Hebăr              |